# Zespół Catela-Manzkego
Zespół Catela-Manzkego (ang. Catel-Manzke syndrome) – bardzo rzadki zespół wad wrodzonych, na który składają się nieprawidłowości palców wskazujących i cechy sekwencji Pierre’a Robina (mikrognacja, glossoptosis, rozszczep podniebienia). Etiologia zespołu jest nieznana. Opisany został przez Hermanna Manzkego i Wernera Catela.